# Gmina Sioux (hrabstwo Clay)

Położenie Gminy Sioux w hrabstwie Clay

Gmina Sioux (ang. Sioux Township) – gmina w USA, w stanie Iowa, w hrabstwie Clay. Według danych z 2000 roku gmina miała 395 mieszkańców, a jej powierzchnia wynosi 78,87 km².